# Џенин
Џенин (арап. جنين; хебр. ג'נין) је град у Палестини на северу Западне обале реке Јордана. Административно је средиште гувернатуре Џенин и има велики значај за околне градове. Град је 2007. имао укупно 39.004 становника.

## Етимологија
Џенин је у древним временима било познато као село „Ејн-Џенин” или „Тел Џенин”. Тел Џенин, се данас налази у центру пословног дела Џенина.

## Историја

### Бронзано доба
Џенин је идентификован као место „Џина” поменуто у писмима из Амарне из 14. века пре нове ере. У то време је то била вазална држава Новог Краљевства Египта. Становници Џине су успели да убију војсковођу Лабају за време владавине фараона Ехнатона.

### Гвоздено доба
Археолог Џ. И. Хардинг открио је у Ејн Џенину четири феничанске лампе од теракоте, које потичу из 8. века пре нове и тумаче се као доказ о неком облику контакта и размене између становника Џенина и оновремене Феникије.

### Римско доба
Током римског периода Џенин су се звали „Џине” и насељавали су га искључиво Самарићани (хебр. כותים). Становници Галилеје су током годишњих ходочашћа у Јерусалим пролазили кроз њихов град. Коментатор Библије Ф. В. Фарар предложио је могућност да је ово самарићанско село, „прво село у које би путник који иде путом из Галилеје до Јудеје преко брда Табор стигао”, било оно које је одбацило Исусове ученике у јеванђељу по Луки у тренутку када Исус и његови следбеници започињу свој пут ка Јерусалиму.

### Византијско доба
Овде су пронађени остаци керамике из времена византијског царства.

### Мамлучко доба
Арапски географ Ал Димашки, пишући око 1300, навео је да је после успона „турске силе” царство подељено на девет (под) царстава, или „мамлаката”. Џенин је наведен као једно од места која припадају (под) краљевству чије је средиште било у Сафаду.
Јакут је описао Џенин као „мали и леп град, који се налази између Наблуса и Бајсана, у провинцији Јордан. Има много воде и овде се налазе многи извори и често сам га посећивао”.
У касном 13. веку, мамлучком емиру стационираном у Џенину султан Калавун је наредио „да јаше сваки дан са својим трупама пред тврђавом Ако, како би се заштитила обала и трговци”.

### Османско доба
Током Османлијске власти у Палестини (1517-1918), Џенин, Лаџун и подручје Кармела су у 17. веку били под влашћу бедуинске породице Турабај. У дефтеру (попис становништва) из 1596, Џенин се налазио у нахији Џенин , у ливи Лаџун. Имао је популацију од 8 домаћинстава, од којих су сви били муслимани. Они су плаћали фиксну пореску стопу од 25% на пољопривредне производе, укључујући пшеницу, јечам, летње усеве, козе и кошнице, уз повремене приходе; укупно 2.000 акчи. Сав приход је одлазио у Вакуф у име султана Гурија.
Средином 18. века Џенин је проглашен престоницом комбинованих округа Лаџун и Аџлун. Постоје показатељи који указују на то да је подручје које обухвата Џенин и Наблус остало функционално аутономно под османском влашћу и да је царство имало проблема да тамо прикупи порезе. Током Наполеоновог похода на Египат који се проширио на Сирију и Палестину 1799, локални званичник из Џенина написао је песму у којој је набројао и позвао локалне арапске вође да се одупру Бонапарти, не помињући султана или потребу заштите Османског царства.
Крајем 19. века, неки чланови породице Џарар, која је била део малакина (елитних феудалних породица) у Џенину, сарађивали су с трговцима у Хаифи и основали извозно предузеће у том месту. Током османског доба, у Џенину су међусобно ратовали припадници истог клана. Француски истраживач Виктор Герен посетио је Џенин 1870.
Британски Фонд за Истраживање Палестине (PEF) је 1882. у свом Премеру Западне Палестине описао је Џенин као „Главни град округа, седиште кајмакама, града са око 3.000 становника, са малим базаром. Куће су добро грађене од камена. Постоје две породице римокатолика; остатак су муслимани. Извор истиче источно од града и тече до великог зиданог резервоара, близу западне стране, од доброг квадратног камена, са дугим каменим коритом. Овај резервоар је у првој половини века [..] саградио Анд ел Хади, мудир Акре, северно од града је мала џамија Ез ед Дин, са великом куполом и минаретом.”

### Доба Британског мандата над Палестином
У време пописа становништва у Палестини (1922) који су спровеле власти британског мандата 1922, Џенин је имао 2.637 становника, од тога 2.307 муслимана, 7 Јевреја, 108 хришћана, 212 хиндуса и 3 сика. Од 1936, Џенин је постао центар побуне против власти британског мандата. До лета 1938. становници тог града кренули су у „појачану кампању убистава, застрашивања и саботажа”, која је код британске администрације изазвала „озбиљну забринутост”, према британском извештају Друштву народа. Град је одиграо важну улогу у време Арапске побуне у Палестини (1936–39), која је изазвана смрћу Из Ад Дин Ал Касама у ватреном обрачуну са британском колонијалном полицијом у оближњем граду Јабаду, неколико месеци пре почетка побуне. Дана 25. августа 1938, дан након убиства британског помоћника окружног комесара у његовој канцеларији у Џенину, у град су ушле велике британске снаге са експлозивом. Након што је наређено становницима да напусте град, отприлике једна четвртина града била је дигнута у ваздух.
Џенин је био упориште Арапске ослободилачке војске Фавзи Ал Кавукџија.

### Рат 1948
У Арапско-израелском рату 1948., град је бранила ирачка војска, затим су га накратко заузеле снаге израелске бригаде Кармели током десетодневних борби након пропасти првог прекида ватре. Пре битке, становници града су на кратко напустили град. Офанзива је заправо била замишљена са намером да се арапске снаге одвоје од кључне Опсаде Јерусалима, а заузета територија у тој области је брзо напуштена када су стигла арапска појачања.

### Јорданска власт
У јеку Арапско-израелског рата (1948) и после Споразума о прекиду ватре 1949., Џенин је остао под влашћу Јордана, који је убрзо анектирао Западну обалу реке Јордан 1950.
Избеглички камп Џенин основан је 1953. у Јордану да би прихватио расељене Палестинце који су побегли или били протерани током рата 1948. У камп је 2014. живело 16.000 становника. Ратно гробље за ирачке војнике и локалне борце налази се на периферији Џенина.
Према попис становништва Јордана из 1961. у граду је живело 14.402 становника.
Џенин је 1967. након 19 година јорданске власти након Арапско-израелског рат 1967. прешао у руке Израела.

### Савремено доба
Израел је 1996. предао контролу над градом Палестинској Народној Самоуправи у складу са Споразумом из Осла. Палестинцима познат као „главни град шехида” (око 200 бораца), Џенин је упориште Бригаде мученика Ал Аксе, Танзима, Палестинског исламског џихада и Хамаса. Према израелским подацима, најмање 28 бомбаша самоубица из Џенина је извршило терористичке нападе 2000–2003 током друге интифаде. Израелска војска је у свом  недељнику Бамахане приписала најмање 31 напад, у којима је укупно било 124 жртаве, терористима из Џенина у истом периоду, што је више него из било коог другог града на Западној обали.
За време друге интифаде, Израел је покренуо Операцију одбрамбени штит са наведеним циљем демонтирања терористичке инфраструктуре како би сузбио самоубилачке бомбашке нападе и друге милитантне активности. Војска је опколила и ушла у шест главних палестинских популационих центара на Западној обали, међу њима и у Џенин. Током битке за Џенин у априлу 2002. године, 23 израелска војника и 52 Палестинца, укључујући цивиле, је погинуло. Хјуман рајтс воч известио је да је избеглички камп, који је био главно поприште борбе, претрпео велику штету. Сведоци су изјавили да су ненаоружани људи убијени и да им је ускраћено медицинско лечење, а као последица тога су умрли. Хјуман рајтс воч сматрао је многа убиства незаконитим, попут смрти 57-годишњег мушкарца везаног за инвалидска колица, који је упуцан, да би га затим прегазио тенк, упркос томе што је на инвалидска колица ставио белу заставу. 37-годишњи мушкарац који је био парализован погинуо је под рушевинама своје куће, породици није дозвољено да извуче тело из рушевина. Четрнаестогодишњак је убијен док је ишао у куповину намирница током привременог укидања полицијског часа који је наметнула војска. Медицинско особље је упуцано (једна медицинска сестра је убијена) док су покушавали да дођу до рањеника, иако су били у униформама са црвеним полумесецом. Такође су пријављени израелски војници који користе Палестинце као људски штит, а један отац је описао како је војник наслонио пушку на раме његовог 14-годишњег сина док је пуцао. Израел је забранио улазак спасилачких тимова и новинара у Џенин и након повлачења њихових снага. У годинама које су уследиле, у Џенину је често увођен полицијски час и дешавала су се намерна убиства.
Током ватреног окршаја са борцима Палестинског исламског џихада, који су према Израелу пуцали на израелске трупе из УН-ових просторија, један израелски војни снајпериста је 22. новембра 2002. убио радника Агенције Организације уједињених нација за помоћ палестинским избеглицама на Блиском истоку (UNRWA), Ијана Хука старог 54 године. Снајпериста је наводно помислио да је мобилни телефон у Хуковим рукама пиштољ или граната.
У оквиру Иницијативе Долина мира, у току је заједнички арапско-израелски пројекат за промоцију туризма у области Џенина. У Џенину је 2010. отворено 600 нових предузећа. Организација Ханан Фер Трејд има седиште у Џенину. Директора „Позоришта слободе” у Џенину, Џулиана Мер Хамиса, убили су маскирани наоружани људи у граду у априлу 2011. Мер Хамис је суоснивач позоришта са Закаријем Зубеидијем, бившим војним начелником „Бригада Ал Аксе” који се одрекао насиља.

## Географија
Џенин је смештен у подножју валовитих најсевернијих брда (Џабал Наблус) Западне обале, и уз јужни руб долине Јизраел (Марџ Ибн Амер), која се види из града. Највиши део града је око 250 метара изнад нивоа мора, а његове најниже области су на 90 метара надморске висине. Југозападно од Џенина је равница Сахл Араб (долина Дотан), док је даље на југу долина Марџ Санур. Отприлике 1,5 km према истоку од Џенина налази се Брдо Гилбоа (Џабал Факуа).
Џенин се налази 42 km северно од Наблуса, 18 km јужно од Афуле, и 51 km југоисточно од Хаифе. Најближи локалитети су Ум Ат Тут и Џалкамус на југоистоку, Кабатија и Забабдех на југу, Буркин на југозападу, Кафр Дан на западу, Аранах, Џаламах и арапско израелско село Мукеибла на северу, Деир Газалех на североистоку, и Бет Кад и Деир Абу Даиф на истоку.

## Градска влада
Списак градоначелника Џенина:
| - Андулмаџид Мансур - Абдулрахман Ал Хаџ Хасан - Рагиб Ал Суки - Ал Хаџ Хасан Фаза - Тафик Мансур - Бшара Аталах - Хусеин Ал Абуши - Ареф Абдулрахман - Фахми Ал Абуши | - Тахсин Абдулхади - Абдулрахим Џарар - Салех Ариф Азука - Хусни Ал Суки - Ахмед Камал Ал Сади - Ахмед Шавки Ал Махмуд - Шехаб Ал Санури - Абдулах Лахлух - Валид Абу Мваис (именован) - Хатим Џарар |  |

Општински избори одржани су у Џенину 15. децембра 2005. По шест места освојили су Хамас и локална коалиција Фатаха и Народног фронта за ослобођење Палестине. Џенин је био један од неколико палестинских градова у којима драматично порастао број гласова које је Хамас освојио на изборима. Градоначелник Џенина је Хадем Рида.

## Демографија
Према резултатима пописа становништва, који је спровео Централни завод за статистику Палестине 2007, Џенин је имао 39.004 становника, а избеглички камп Џенин 10.371, од којих је било 9.571 регистрована избеглица, они су живели на површини од 373 дунума. Отприлике 42,3% становништва кампа било је млађе од 15 година.
| Година | Становништво град Џенин |
| ------ | ----------------------- |
| 1596   | 8 домаћинстава          |
| 1821   | ~1.500-2.000            |
| 1838   | ~2.000                  |
| 1870   | ~2.000                  |
| 1882   | ~3.000                  |
| 1922   | 2.637                   |
| 1931   | 2.706 + 68              |
| 1945   | 3.990                   |
| 1961   | 14.402                  |
| 1997   | 26.681                  |
| 2007   | 39.004                  |

## Јавне институције и локалне знаменитости
Болница Халил Сулејман се налази у Џенину.
У граду је подигнут споменик у част немачких пилота који су оборени изнад Џенина током Првог светског рата, а који садржи оригинални дрвени пропелер. Стара аеродромска писта коју се саградиле власти британског мандата над Палестином, „Мукеибла Ерфилд”, налази се у Џенину. Главна и највећа џамија у Џенину је Фатима Хатун џамија, саграђена 1566.

## Образовање и култура
Арапски Амерички Универзитет се налази у близини Џенина.
Синема Џенин је највећи биоскоп на том подручју. Биоскоп, који је поново отворен 2010. након 23-годишњег прекида рада, има биоскопска платна на затвореном и отвореном, колекцију филмова и просторије намењене образовање. „Стрингс оф Фридм” је оркестар у Џенину који је основала израелска Арапкиња, Вафа Јунис, која путује из свог дома у централни Израел како би подучавала музику локалним младима.
Од 2010. „Регионално Веће Гилбоа” сарађује са властима из околине Џенина на развоју заједничких туристичких пројеката..